# Monte Prosa
Monte Prosa är en bergstopp i Schweiz.   Den ligger i distriktet Leventina och kantonen Ticino, i den centrala delen av landet, 100 km öster om huvudstaden Bern. Toppen på Monte Prosa är 2 723 meter över havet, eller 132 meter över den omgivande terrängen. Bredden vid basen är 0,87 km.
Terrängen runt Monte Prosa är huvudsakligen bergig, men den allra närmaste omgivningen är kuperad. Runt Monte Prosa är det glesbefolkat, med 17 invånare per kvadratkilometer.. Närmaste större samhälle är Airolo, 4,3 km sydost om Monte Prosa. 
Trakten runt Monte Prosa består i huvudsak av gräsmarker.